# Bodinov pečat
Olovni pečat dukljanskoga kralja Bodina pronađen je u Arheološkom muzeju u Istanbulu, a znanstvenoj javnosti prezentiran 2008. godine.
Otkriće predstavlja prvorazredni događaj za proučavanje crnogorske medijevalistike, sfragistike i uopće cjelokupne crnogorske nacionalne povijesti.
Na licu (aversu) pečata nalazi se poprsje Svetoga Teodora koji u desnoj ruci drži koplje, a u lijevoj štit, u čijem je središtu prikazan biser od kojega se prema rubovima štita šire zraci. 
Djelimočno oštećeni kružni natpis na aversu i naličju (reversu) pečata na grčkome jeziku glasi: 
Konstantin, protosevast i eksusijast Duklje i Srbije
U originalu: 
καὶ ἐζουσιαστ(η) Διοκλίας (καὶ) Σερβ(ίας)